# أولاف إيفرسون
أولاف إيفرسون (6 فبراير 1912 في نيوزيلندا - 27 نوفمبر 1995) (بالإنجليزية: Olaf Everson)‏ هو لاعب كريكت نيوزلندي.

## وصلات خارجية
- أولاف إيفرسون على موقع إي آس بي آن كريك إنفو (الإنجليزية)